# هوندا سي بي 500 فور
هوندا سي بي 500 فور(بالإنجليزية: Honda CB500 Four)‏ هي دراجة نارية من تصنيع هوندا.